# Andrzej Bartoszek
Andrzej Bartoszek (ur. w 1946 w Katowicach, zm. 19 lipca 2021) – polski gitarzysta, członek zespołu Wiślanie 69.

## Życiorys
Pionier muzyki rockowej na Górnym Śląsku – jako gitarzysta, powstałej w 1962 roku i działającej przy nieistniejącym już klubie „Na Torach” w Katowicach-Piotrowicach, grupy The Diamonds. Był członkiem i współzałożycielem śląskich zespołów Książęta i Ślęzanie – grywał też m.in. z Irkiem Dudkiem. W latach 1969–1972 występował z grupą Wiślanie 69 z którą dokonał nagrań fonograficznych i licznych radiowych, w tym nagrania albumu Skąd my się znamy (Pronit; 1970). W okresie, gdy był członkiem zespołu, ten odbył 9-miesięczne tournée po Holandii (rozpoczęło się we wrześniu 1970 roku), gdzie występował obok grup The Cats i George Baker Selection, a także w znanym holenderskim programie rozrywkowym, obok światowych gwiazd piosenki (m.in. Joe Cocker, Bob Dylan, Donovan) i nagrał singla (EMI-Imperial [NL]; 1971) z piosenkami Maybe She, Maybe You (Może ona, może ty) i Clear Sun (Zachodźże słoneczko). Z zespołem związany był także po zmianie wokalisty z Janusza Hryniewicza na Romana Wojciechowskiego oraz po zmianie nazwy na „Ela i Grupa” z końcem 1972 roku (grupa została rozwiązana w 1973). 
W późniejszych latach Bartoszek osiadł w Holandii, gdzie nie był już zawodowym muzykiem. Po ukończeniu studiów w Akademii Wzornictwa Przemysłowego (obecnie Design Academy) w Eindhoven, rozpoczął pracę w firmie „Philips Design Center”. W 1985 roku otworzył własną agencję projektową w centrum Tilburga, która obecnie nosi nazwę „Bartoszek & Bartoszek Design”.
Ponadto był współprojektantem okładek płyt Vaalbleek Cleansing Department Orchestra – Vaalbleek (1980), Het Werken Trio – Het Werken Trio (1982), czy Raymonda van het Groenewouda – Ontevreden (1986).